# Kahnawake

Kahnawake, ou, oficialmente Território Kahnawake Mohawk, é uma reserva indígena localizada na margem sul do Rio São Lourenço, ao sul de Montreal, Canadá. Possui 48,05 quilômetros quadrados, e uma população de 7 162 habitantes.